# Session border controller

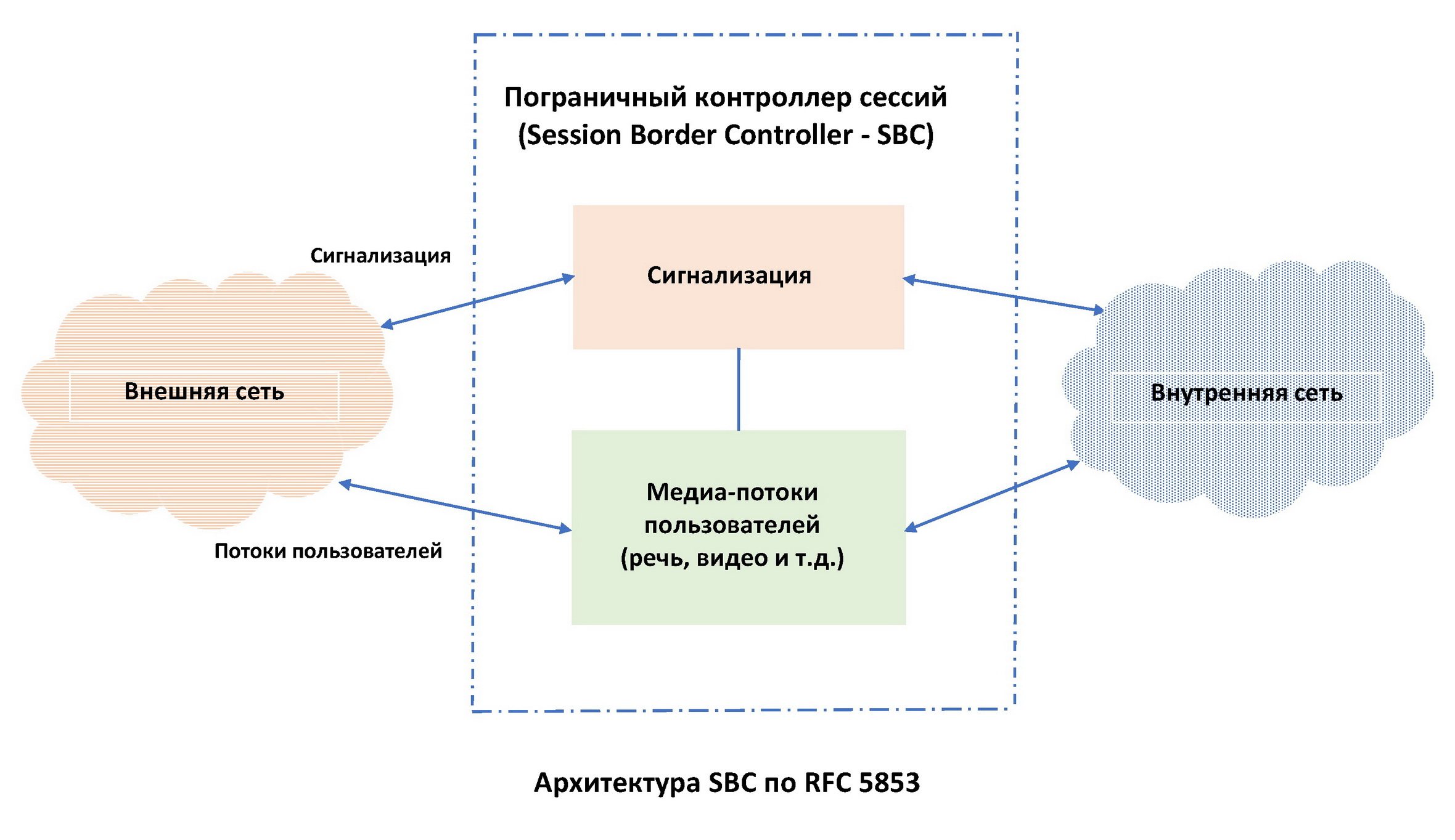
Une architecture de Session Border Controller (SBC), selon RFC5853.

Un session border controller (SBC) est un élément de réseau assurant la sécurité des infrastructures de téléphonie SIP, et peut être assimilé à un pare-feu SIP. C'est une application de type passerelle protocolaire qui a pour but d'autoriser, relayer voire router, et éventuellement modifier la signalisation SIP ainsi que le flux média sous-jacent, à des fins de sécurité, d'interopérabilité, de contrôle de la qualité de service, et de services avancés.

## Définitions
Le terme session correspond à une communication multimédia (voix, vidéo, et/ou data) usuellement transportée par le protocole RTP (Real-time Transport Protocol).
Le terme controller indique que le SBC traite la signalisation de chaque appel, et applique ses règles, restrictions, et services à chaque message.
Le terme border se réfère à la place du SBC dans un réseau SIP, les opérateurs déployant des SBC comme points d'entrée des communications SIP dans leurs infrastructures constituées de softswitch (next generation network), SIP proxies et serveurs d'application SIP… 
On distingue usuellement les SBC d'accès qui sécurisent les communications entre l'opérateur d'un service de télécommunication SIP et ses utilisateurs finaux, les SBC d'interconnexion qui sécurisent les communications SIP entre opérateurs, et les SBC d'entreprise qui sécurisent le réseau d'une entreprise connectée à son opérateur de téléphonie.